# Hisvåla
Hisvåla är en by i Leksands kommun, drygt 10 kilometer öster om Leksands-noret.
Byn ligger tämligen avskilt i ett höjdläge omkring 275 meter över havet, inte långt från grannbyn Grytberg.
Den hör troligen till de yngre av Leksandbyarna, om omtalas inte i några äldre handlingar. I fäbodinventeringen från 1663 omtalas Uthi Squisåen 4 st:n Qvarnar som Almbärgzkarlarne brucka. Skissån som rinner från Svin, mynnar i Histjärnen inte långt från byn. Det finns även flera fynd av slaggvarpar och en hyttruin vid Histjärnen. Norr om byn finns även gruvhål från äldre gruvbrytning. Här finns även rester av kalkugnar och kalkbrott.
På en karta från 1668 inritas ett gårdstecken i "Hesåla". Hisvåla verkar dock ha varit en blandby vid den här tiden. En revningslängd från 1670 upptar 6 hemman för Hisvåla, och två i den närbelägna fäboden Halvarsbodarna (som tidvis haft permanent boende), som dock verkar ha ägts av personer i andra byar. I en förteckning från 1720 över nattvardsgångare, upptas 40 personer i Hisvåla, och 9 i Salen, som var en bydel i Hisvåla, samt 15 personer i Halvarsbodarna.
1766 upptar 5 hushåll i Hisvåla och 1 i Salen. Vid storskiftet fanns 15 gårdar i Hisvåla, ungefär en tredjedel av dessa var dock fäbodgårdar. Det fanns fyra kvarnar i Skvissån.
Runt sekelskiftet var bosättningen som störst, för att därefter avta. Omkring 1935 sker den sista fäbodvistelsen i byn, och på 1940-talet upphör kalkbrytningen.
Byn är klassificerad som ett riksintresse för kulturmiljövård.